# Pseudotomentella armata
Pseudotomentella armata är en svampart som beskrevs av E.C. Martini & Hentic 2003. Pseudotomentella armata ingår i släktet Pseudotomentella och familjen Thelephoraceae.   Inga underarter finns listade i Catalogue of Life.